# Parc André Citroën
Het Parc André Citroën is een publiek park in Parijs dat in 1992 geopend werd op het terrein van de voormalige fabrieken van het automerk Citroën, gelegen in het Quartier Javel in het 15e arrondissement. (De naam Citroën is afkomstig van oprichter André Citroën, zoon van de joodse diamanthandelaar Levi Citroen uit Amsterdam.) Het park kijkt uit over de linkeroever van de Seine, langs de Quai André-Citroën, waar het autoverkeer langs de Seine over een lengte van 440 meter ondergronds gaat. De hoofdingang bevindt zich aan de rue Cauchy.
De Citroënfabrieken kwamen in de jaren 70 leeg te staan en vervielen. Het gebied werd vanaf 1986 ingericht als een futuristisch park van 14 hectare waar begroeiing, steen, glas en water tot één geheel samenkomen. Men vindt er onder meer een 'zwarte tuin' van 2 hectare, een 'witte tuin' (1 hectare), een centraal park van ongeveer 11 hectare, een tuin 'in beweging' en 'seriële' tuinen. In de zomer van 2014 werd het Park vergroot met 10 hectaren, ingericht onder meer met ruimten voor kinderen en een picknickweide.
Het Parc André Citroën toont een uitgebreid gamma aan planten en bomen met verschillende waterpartijen. Op een kunstmatig eiland groeien diverse soorten bamboe.
De tuinen putten zowel uit de Franse traditie, met sombere kleuren, rechte hoeken, niveauverschillen, trappen, overbruggingen, symmetrie, als uit de Engelse traditie. Rond de twee grote serres is veel met 'water' gegoocheld. Zes kleinere serres liggen bij zes kleine tuinen.
De voornaamste landschapsarchitecten van het park zijn Gilles Clément en Alain Provost; de voornaamste architecten Patrick Berger, Jean-François Jodry en Jean-Paul Viguier.
Midden in het park stijgt de Ballon de Paris, een kabelballon, tot 150 meter hoogte om bezoekers een overzicht van de omgeving te bieden.